# Ethnomathematik
Ethnomathematik bezeichnet eine jüngere Fachrichtung der Mathematikgeschichte und Mathematikpädagogik, die interdisziplinär mit anderen Fächern wie Ethnologie (Völkerkunde) und Anthropologie (Menschenkunde) mathematische oder protomathematische Konzepte und Operationen in ihrem kulturellen Kontext erforscht. Die Ethnomathematik untersucht Arten der Symbolisierung von Zahlen, Mengen und Verhältnissen, des Zählens und des Rechnens, der Perspektivierung, Gliederung und Messung von Zeit und Raum und mögliche andere auf mathematische Konzepte rückführbare kognitive oder physische Operationen anhand von Praktiken wie beispielsweise Spiel, Tanz, Musik und rituellen Handlungen, in der Ordnung von Verwandtschafts- und Sozialbeziehungen, in Wirtschaft und Landwirtschaft, Handwerk, Kunst und Architektur.
Ein Beispiel sind die Sona-Diagramme, die von afrikanischen Völkern in Sambia, Angola und im Kongo zum Beispiel für die Unterstützung von Erzählungen verwendet wurden und werden und auch als Steinbilder erhalten sind. Die geometrischen Algorithmen zu ihrer Erzeugung wurden von Paulus Gerdes erforscht. Ein weiteres Beispiel sind die Kolam genannten Bodenzeichnungen in Indien oder Fadenspiele.

## Konzept und Verhältnis zur Geschichte der Mathematik
Der herkömmlichen Darstellung der Geschichte der Mathematik liegt in der Regel ein universalistisches  Konzept zugrunde,  indem die gleichen körperlichen Voraussetzungen der Menschen und weltweit ähnliche Lebenssituationen auch  kultur-, zeit- und sprachübergreifend ähnliche Begriffe und Lösungsmethoden für die  Probleme induzierten. Der höchste Entwicklungsstand sei in den klassischen mathematischen Wissenschaften erreicht. Ältere und außereuropäische Kulturen werden oft unter dem Gesichtspunkt ihrer Ausbildung dieser universellen mathematischen Fähigkeiten betrachtet und bewertet.
Die Ethnomathematik setzt dagegen einen relativistischen oder multikulturalistischen Ansatz, der in einer gegebenen Kultur, Ethnie oder sozial definierten Gruppe deren je eigene Ausprägung mathematischer Fähigkeiten unter dem Gesichtspunkt ihrer spezifischen kulturellen, sozialen und institutionellen Prägung und ihrer für diese Kultur (Ethnie, Gruppe) relevanten Entwicklung betrachtet. Leitend ist dabei die Absicht, einem eurozentrischen Konzept von Mathematik entgegenzuwirken, die Kenntnis und das Verständnis vermeintlich primitiver Formen von Mathematik zu verbessern und auch didaktisch und pädagogisch verwertbare Einsichten über die Aneignung und Vermittlung mathematischer Fähigkeiten zu gewinnen.